# Протести 1968 року

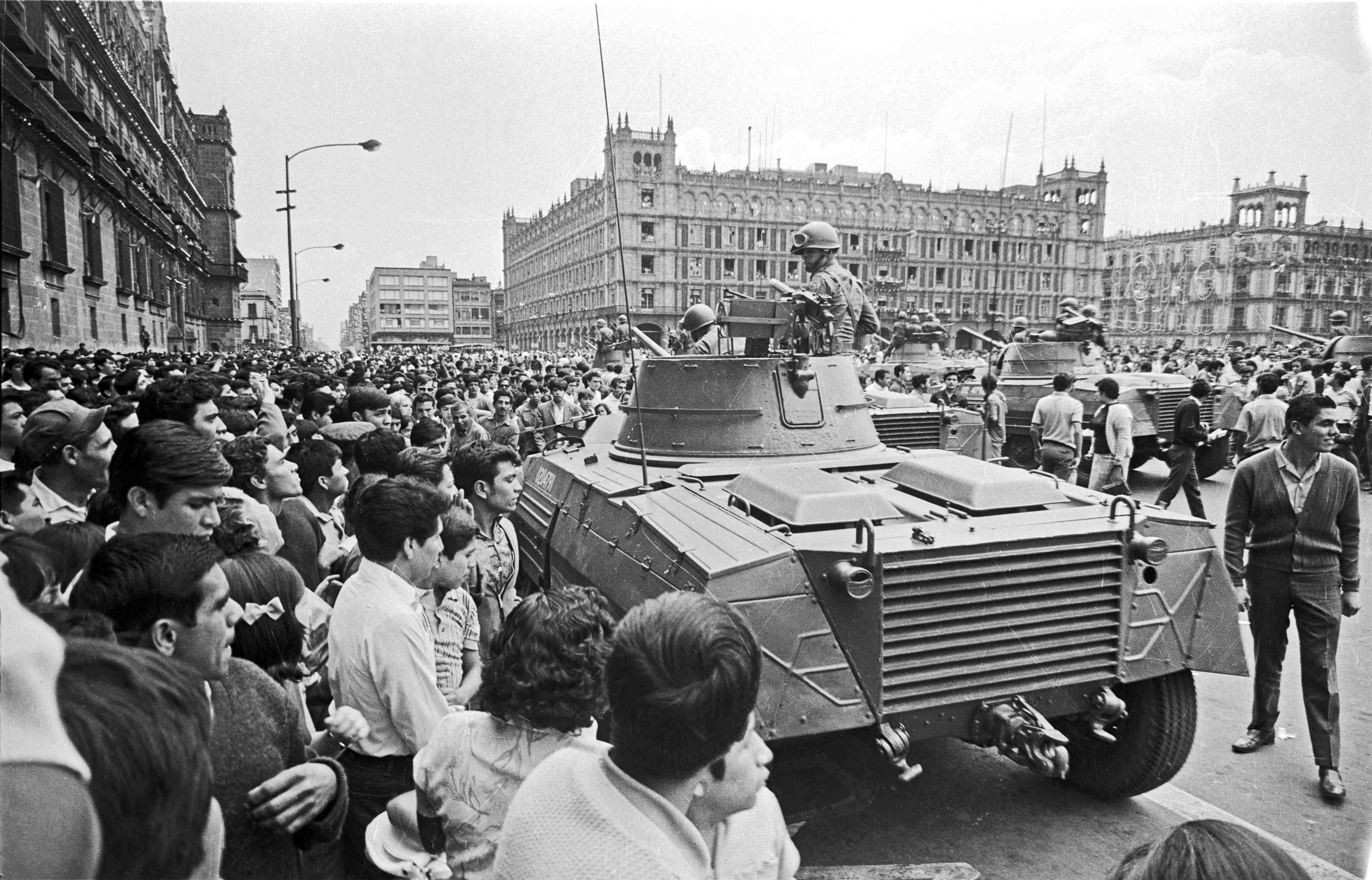
Протести в Мехіко 1968 р.

Протести 1968 року охоплювали різноманітні протестні виступи молоді в різних країнах світу. Багато в чому ці протести були спрямовані проти участі США у війні у В'єтнамі (перш за все в самих США), але також протестуючі боролися за права людини, проти расизму, виступали на підтримку фемінізму і захисту навколишнього середовища.
Ідеологами протестів були нові ліві. Протести 1968 р. включали:
- Травневі події у Франції 1968 року
- Студентський рух у ФРН і Західному Берліні
- Протести під час з'їзду Демократичної партії США в Чикаго у серпні 1968 р.
- Студентські заворушення в Мексиці, що призвели до жорстокої розправи влади
- Політична криза в Польщі (1968)

- У тому, що стало відомо як Празька весна, перший секретар Чехословаччини Александер Дубчек почав період реформ, який поступився місцем прямим громадянським протестам, що закінчився тільки тоді, коли СРСР вторгся в країну в серпні[1]. 25 серпня антивоєнні протестувальники зібралися на Червоній площі тільки щоб бути розігнаним. Вона була названа демонстрацією на Червоній площі 1968 року.
- Студентські заворушення в Югославії (1968)
- Студентські заворушення в Бельгії (1968)
- Крім того, в 1968 році існували бунти афроамериканців у багатьох містах США у зв'язку із вбивством Мартіна Лютера Кінга, а також масові протести проти вторгнення військ країн Варшавського договору у Чехословаччини, як в самій Чехословаччині, так і в інших країнах.

## Причини та наслідки протестів

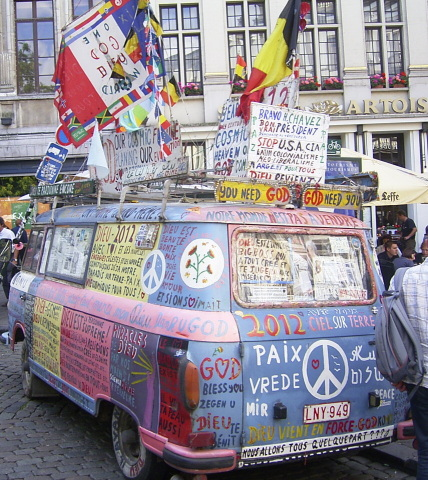
Одним із символів руху хіпі вважається старий мікроавтобус «Фольксваген», який хіпі традиційно розфарбовували в стилі «Flower Power» (на фото представлений мікроавтобус Barkas B 1000). На таких мікроавтобусах групи хіпі їздили невеликими консервативними містами Америки й шокувати їхніх мешканців різними витівками.

Протести в США і країнах Західної Європи відбувалися на тлі стабільного економічного зростання. Так, у США в 1961—1966 роках валовий національний продукт зростав приблизно на 4—6 % на рік, у два рази швидше за темпи п'яти попередніх років, безробіття скоротилося до рекордно низького рівня. Причини протестів були не економічними, а світоглядними.
Після закінчення Другої світової війни у всіх воюючих країнах відбувався бурхливий ріст народжуваності (бейбі-бум), численне покоління людей, які з'явилися на світ в цей час, виросло в порівняно комфортних умовах свободи й турботливої уваги з боку старших. На відміну від їхніх батьків, це покоління не пережило ні світової економічної кризи 1930-х років, ні світової війни. Різко зростаючий матеріальний добробут здався йому цілком очевидним. Серед графіті, які залишали на стінах студенти Сорбонни в травні 1968, зустрічалися такі: «Не можна закохатися в приріст промислового виробництва!»; «З 1936 року я боровся за підвищення заробітної плати. Раніше за це ж боровся мій батько. Тепер у мене є телевізор, холодильник і «фольксваген», і все-таки я прожив життя, як козел. Чи не торгуйтеся з босами! Скасуйте їх!».
Нове покоління виступало за нонконформізм і соціальну справедливість. Багато нових лівих слідом за Гербертом Маркузе вважали, що робітничий клас у розвинених країнах, досягнувши більш забезпеченого життя, перестав бути революційною силою, і його місце в боротьбі за зміну суспільства, за подолання відчуження, повинні зайняти маргінали, студентство та інтелектуали. Інші, по суті, ж відкидали політичний активізм, проповідуючи етику недіяння в дусі буддизму або виступаючи за перетворення життя в безперервний перформанс у дусі авангардного мистецтва. «Нові ліві» були противниками капіталізму, але і соціалізм у тому вигляді, в якому він існував в країнах соціалістичного табору, вони не схвалювали. Серед молоді країн Заходу були популярні троцькізм, анархізм, а також маоїзм (для деяких прикладом для наслідування була Культурна революція, що відбувалася в той час в КНР), такі революціонери, як Че Гевара.
Молодь також протестувала проти пуританської моралі своїх батьків і матерів в частині сексуальних стосунків. Саме в цей період масово заговорили про «сексуальної революції».
Найбільшою мірою епоха молодіжних протестів вплинула на культуру і мистецтво. Контркультура стала масовим явищем, ідеали молоді висловлювала рок-музика, яка переживала тоді свій розквіт.

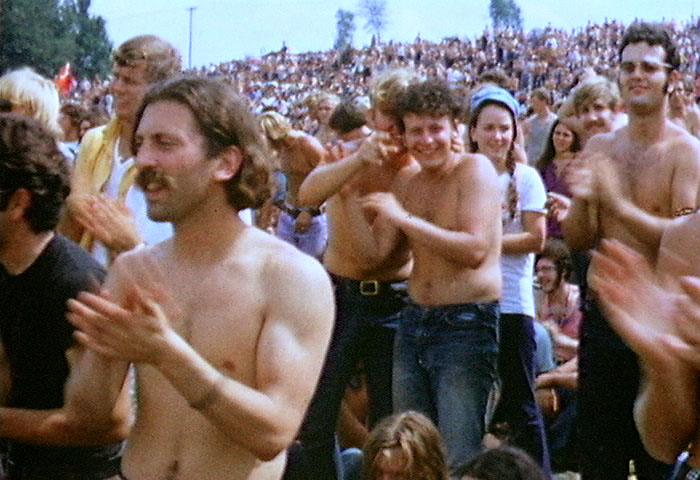
Рок-фестиваль у Вудстоців серпень 1969 р.

До 1973 року війська США були виведені з В'єтнаму, в 1974 році в США був скасований призов до збройних сил 
З кінця 1960-х років у багатьох країнах була декриміналізована гомосексуальність. У США цей процес почався після стоунволлських бунтів 1969 року.
Зрештою, західне суспільство проявило чималу гнучкість і толерантність, «перетравивши» протести молоді. До середини 1970-х ліві радикальні рухи перестали становити загрозу стабільності західного суспільства, зайнявши досить скромне місце в політичній сфері, але досить помітне — в мистецтві та культурі.